# Благочестије
Благочестије или побожност (грч. ευσεβεια) је појам који означава истинско поштовање Бога, у Светој Тројици, у Богу Оцу, Сину Божјем Исусу Христу и Духу Светом, у испуњењу свих његових закона и домостроја, који се огледа у животу који се открива у хришћанској самоконтроли и стрпљењу, као и у практичним плодовима братске љубави и пажње према потребама других (2 Пет. 1: 6-7; Јаков 1,17; 1. Тим 3:16).
Побожност (тражење од грч. ευσεβεια) је карактерна особина и морални квалитет особе, који се састоји у обожавању Бога и испуњењу верских и моралних прописа.

## Значење грчког појма
У класичном грчком језику ова реч се користила у смислу „поштовања, страха, побожности” у односу на родитеље или паганска божанства (1. Тимотеј 5: 4; Дела 17:23). У Библији се користи у много ужем смислу „страха од Бога”. Према томе, приликом тумачења ове речи у библијском контексту, нагласак не треба бити стављен на спољашње радње или обичаје кроз које човек наводно може да стекне Божју наклоност, већ на унутрашње стање страха од Бога, сталну свест о приоритету Божје воље у животу верника, која одређује дела хришћана.
Вежбајте се у побожности, јер телесно вежбање за мало је корисно, а побожност је корисна у свему, пошто она има обећање живота садашњега и будућега.
(1 Тим. 4: 7-8)

## Побожност у Новом завету
То је непроменљив захтев за епископа или презвитера (Тит. 1: 8).
Празан и бесплодан ако није изражен у праведном животу (Јаков 1,26).
То је резултат дела Божје милости код верника (Тит 2,11-12; 2 Пет. 1: 3).
То није гаранција тјелесног благостања (1 Тим 6: 5).
Према речима апостола Петра, побожност прати стрпљење (2. Пет. 1: 6). Стрпљење се, као пасивна врлина, открива у неспојивости са злом. То је у складу са речима апостола Јакова да ако језик не обуздате, то је празна побожност (Јаков 1,26).
Чиста побожност, како пише апостол Јаков, јесте гледање сирочади и удовица. То је већ активан облик врлине, тј. чинити добро (Јаков 1,27). Апостол Петар каже да у побожности морамо показати братску љубав (2. Пет. 1: 7). Братска љубав значи не само рећи: „Идите у миру, загрејте се и једите, већ и дајте „оно што је потребно” (Јаков 2:16).
Искрена љубав према Богу, према себи и према ближњему, као и према своме Његовом стварању. 